# Lettere di provvedimento
Le lettere di provvedimento o lettere di provvedimento d'ufficio erano, sotto l'Antico Regime, in Francia, atti reali con i quali, in particolare nell'ambito della venalità delle cariche, gli ufficiali ricevevano il loro ufficio. Questa formalità riguarda funzionari di importanza e natura molto diverse, dai magistrati dei parlamenti e di altre corti sovrane ai modesti notai, ufficiali giudiziari e sergenti reali, o addirittura boia.

## Descrizione
Si trattava di lettere patenti redatte presso la Gran Cancelleria su pergamena e sigillate con un grande sigillo di ceralacca gialla su doppia coda di pergamena o, più raramente, con un sigillo di ceralacca verde su seta rossa e verde. Esse venivano poi registrate dall'organismo presso il quale l'ufficiale lavorerà o al quale farà capo, che poteva anche verificare se il richiedente soddisfaceva le condizioni richieste, in particolare l'età.
L'acquirente dell'ufficio riceveva dal venditore una procura ad resignandum che gli consentiva di giustificare il suo diritto all'ufficio e di chiedere al re la redazione di lettere di provvedimento. I creditori del venditore potevano opporsi al sigillo, dinanzi alla cancelleria.
Grazie all'istituzione di queste lettere e alla formalità della registrazione e alle loro tracce negli archivi, gli storici dispongono di una preziosissima fonte di informazioni sulle nomine di questi ufficiali. La Gran Cancelleria conservava copie delle lettere; queste copie si trovano ora nell'Archivio nazionale (sottoserie V/1).